# Damir Fabijanić
Damir Fabijanić (Zagreb, 1955.), hrvatski umjetnik i fotograf.

## Životopis
Rodio se u Zagrebu. U Zagrebu je diplomirao na Fakultetu strojarstva i brodogradnje. Od 1973. se aktivno bavi fotografijom. U prvoj fazi se profesionalno specijalizirao za arhitektonsku i pejzažnu fotografiju. Stalno surađuje sa specijaliziranim ustanovama, domaćim i inozemnim časopisima. Autor je kataloga i monografija. Izlagao samostalno u Hrvatskoj i inozemstvu. Od 1987. godine ima status samostalnog umjetnika (samostalnog fotografa). Autor koncepcije i fotografija u projektu DUBROVNIK. - izložbe i istoimene knjige, koja obuhvaća građu o velikosrpsko-crnogorskoj agresiji na Hrvatsku - parove fotografija prije i poslije razaranja. Tu su knjigu neovisni suci izdavačke kuće Marval izabrali u izbor najljepših fotografskih knjiga na svijetu (Pariz, 1993.). Na najznačajnijoj europskoj fotografskoj smotri Festivalu fotografije u francuskom Arlesu bio je jedini hrvatski fotograf koji je izlagao ratne 1992. u netom međunarodno priznatoj Hrvatskoj. Glavni je fotograf i urednik fotografije u časopisima Croatia (putni časopis Croatia Airlinesa) i Orisa. Aktivan je danas u fotografskim projektima:
- monografija – krajolika (Boje zavičaja, Dubrovački ljetnikovci, London: from A to Z)[1]
- umjetnika (Knifer, Diminić, Nives Kavurić-Kurtović, Lah itd.)[1]
- izložbi (Paška čipka, Arhitektura Rijeke – moderna, secesija, historicizam) itd.[1]

## Nagrade
- Velika nagrada 31. Zagrebačkog salona 1996.
- Nagrada Vjesnika za likovnu umjetnost Josip Račić 1998.